# Lilaeopsis chinensis
Lilaeopsis chinensis är en flockblommig växtart som först beskrevs av Carl von Linné, och fick sitt nu gällande namn av Carl Ernst Otto Kuntze. Lilaeopsis chinensis ingår i släktet kryptungesläktet, och familjen flockblommiga växter. Inga underarter finns listade i Catalogue of Life.